# Ninia celata
Ninia celata là một loài rắn trong họ Rắn nước. Loài này được Mccranie & Wilson miêu tả khoa học đầu tiên năm 1995.